# أحداث سبتمبر 2019 في سوق الريبو الأمريكي
أحداث سبتمبر 2019 في سوق الريبو الأمريكي في 17 سبتمبر 2019 شهد سعر الفائدة على اتفاقيات إعادة الشراء الليلية (أو "الريبو")، وهي قروض قصيرة الأجل بين المؤسسات المالية، ارتفاعًا مفاجئًا وغير متوقع مقياس لسعر الفائدة على اتفاقيات إعادة الشراء الليلية في الولايات المتحدة، ارتفع معدل التمويل الليلي المضمون (SOFR) من 2.43٪ في 16 سبتمبر إلى 5.25٪ في 17 سبتمبر. خلال يوم التداول وصلت أسعار الفائدة إلى 10٪. أثر النشاط أيضًا على أسعار الفائدة على القروض غير المضمونة بين المؤسسات المالية، وتحرك معدل الأموال الفيدرالية الفعال (EFFR) الذي يعمل كمقياس لمعدلات الفائدة هذه فوق النطاق المستهدف الذي حدده الاحتياطي الفيدرالي.
دفع هذا النشاط إلى تدخل طارئ من قبل بنك الاحتياطي الفيدرالي في نيويورك والذي ضخ 75 مليار دولار من السيولة في أسواق إعادة الشراء في 17 سبتمبر واستمر في القيام بذلك كل صباح لبقية الأسبوع. في 19 سبتمبر خفضت لجنة السوق المفتوحة الفيدرالية التابعة لمجلس الاحتياطي الفيدرالي أيضًا الفائدة المدفوعة على احتياطيات البنوك. نجحت هذه الإجراءات في نهاية المطاف في تهدئة الأسواق، وبحلول 20 سبتمبر عادت الأسعار إلى مستوى مستقر. واصل بنك الاحتياطي الفيدرالي في نيويورك توفير السيولة بانتظام لسوق الريبو حتى يونيو 2020.
لم تتضح على الفور أسباب الارتفاع. حدد الاقتصاديون في وقت لاحق أن السبب الرئيسي وراء ذلك هو النقص المؤقت في النقد المتاح في النظام المالي، والذي كان سببه حدثين حدثا في 16 سبتمبر: الموعد النهائي لدفع ضرائب الشركات الفصلية وإصدار سندات الخزينة الجديدة. تفاقمت آثار هذا النقص المؤقت بسبب انخفاض مستوى الاحتياطيات في النظام المصرفي. تم اقتراح عوامل مساهمة أخرى من قبل الاقتصاديين والمراقبين.